# Romola (film)
Pour plus de détails, voir Fiche technique et Distribution.
Romola est un film muet américain, réalisé par Henry King, sorti en 1924.
Le réalisateur y retrouve Lillian Gish et Ronald Colman, qu'il a dirigés l'année précédente (1923) dans La Sœur Blanche.

## Synopsis
À la fin du XVe siècle, Tito (William Powell) s'installe à Florence et fait la connaissance d'un érudit aveugle, Bardo Bardi, dont il gagne la confiance, et de sa fille Romola (Lillian Gish). Il rencontre une autre jeune fille, Tessa (Dorothy Gish), et par jeu il organise un faux mariage avec elle, mariage que Tessa croit réel. Sans être amoureuse de Tito, Romola l'épouse pour obéir à son père, et Tessa, trahie, finit par se noyer. Petit à petit, Tito fait son chemin et accède au poste de chef de la magistrature. Mais il abuse de son pouvoir et est détesté par le peuple. Lorsque celui-ci se révolte, Tito est tué et Romola peut se marier avec Carlo Buccelini (Ronald Colman) qui l'aime depuis toujours.

## Fiche technique
- Titre original : Romola
- Réalisation : Henry King
- Scénario : Will M. Ritchey, d’après le roman éponyme de George Eliot
- Direction artistique : Robert M. Haas
- Photographie : Roy F. Overbaugh et William Schurr
- Montage : W. Duncan Mansfield
- Musique : Louis F. Gottschalk
- Producteur : Henry King
- Société de production : Inspiration Pictures
- Société de distribution : Metro-Goldwyn-Mayer
- Pays de production :  États-Unis
- Langue : anglais
- Format : Noir et blanc - Film muet
- Durée : 120 minutes
- Dates de sortie :
  - États-Unis : 1er décembre 1924 (Première au George M. Cohan Theatre à New-York)
  - États-Unis : 6 décembre 1924 (Première au Grauman’s Chinese Theatre à Los Angeles)

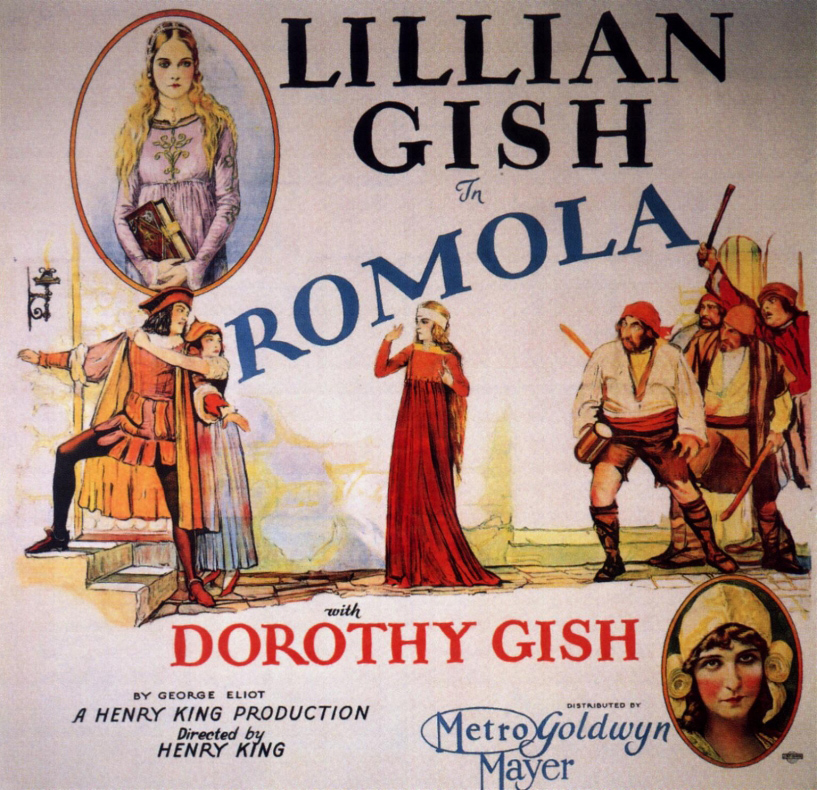
Affiche du film

## Distribution
- Lillian Gish : Romola
- Dorothy Gish : Tessa
- Ronald Colman : Carlo Bucellini
- William Powell : Tito Melema
- Charles Lane : Baldassar Calvo
- Herbert Grimwood : Savonarole
- Bonaventura Ibanez : Bardo Bardi
- Frank Puglia : Adolfo Spini
- Amelia Summerville : Brigida
- Tina Ceccaci Renaldi : Monna Ghita
- Eduilo Nicci : Nello
- Angela Scatigna : Bratti
- Ugo Uccelini : Évêque de Nemours
- Alfredo Martinelli : Capitaine du navire